# Rampant
Rampant es el quinto álbum de estudio de la banda escocesa Nazareth. Fue publicado en junio de 1974 a través de A&M Records.

## Recepción de la crítica
Un escritor no especificado de Record World declaró: “[Nazareth] imparte ritmos duros, con pistas estrechas y armonías que impulsan el enérgico conjunto”. Un escritor no especificado de la revista Cash Box declaró: “El material poderoso, pesado y bien dirigido de este LP es la colección más sólida que hemos escuchado en bastante tiempo. Un brillante trabajo vocal y de guitarra son las piedras angulares de este esfuerzo que presenta al grupo en una serie de escenarios musicales dramáticos”.

## Lista de canciones
Todas las canciones escritas y compuestas por Nazareth, excepto «Shapes of Things», escrita por Paul Samwell-Smith, Keith Relf y Jim McCarty.
Lado uno
1. «Silver Dollar Forger Parts 1 & 2» – 5:37
2. «Glad When You're Gone» – 4:07
3. «Loved and Lost» – 5:10
4. «Shanghai'd in Shanghai» – 3:33

Lado dos
1. «Jet Lag» – 6:39
2. «Light My Way» – 4:08
3. «Sunshine» – 4:13
4. «Shapes of Things/Space Safari» – 6:16

## Créditos y personal
Créditos adaptados desde las notas de álbum de Rampant.
Nazareth
- Dan McCafferty – voz principal y coros
- Manny Charlton – guitarra
- Pete Agnew – bajo eléctrico, coros
- Darrell Sweet – batería, coros

Músicos adicionales
- Vicki Brown, Barry St. John, Liza Strike – coros
- Jon Lord – piano, sintetizador en «Glad When You're Gone» y «Shanghai'd in Shanghai»

Personal técnico
- Roger Glover – productor
- Louie Austin – ingeniero de audio
- Bill Fehilly – productor ejecutivo
- Hipgnosis – ilustración
- Joe Petagno III – ilustración

## Posicionamiento

### Gráfica semanal
| Gráfica (1974)                      | Pico de posición |
| ----------------------------------- | ---------------- |
| Alemania (Offizielle Top 100)       | 11               |
| Austria (Ö3 Austria)                | 1                |
| Canadá (RPM Top Albums)             | 80               |
| Finlandia (Suomen virallinen lista) | 3                |
| Noruega (VG-lista)                  | 3                |
| Reino Unido (UK Singles Chart)      | 13               |

### Gráfica de fin de año
| Gráfica (1974)                | Pico de posición |
| ----------------------------- | ---------------- |
| Alemania (Offizielle Top 100) | 34               |
| Austria (Ö3 Austria)          | 3                |

## Certificaciones y ventas
| País                                                     | Certificación | Ventas  |
| -------------------------------------------------------- | ------------- | ------- |
| Canadá (Music Canada)                                    | Oro           | 50 000* |
| *cifras de ventas basadas únicamente en la certificación |               |         |